# Варварівський міст
Варварівський міст (офіційно Південнобузький міст) — розвідний міст через річку Південний Буг, побудований на так званій Варварівській мілині. Поєднує Варварівку і решту Миколаєва.

## Історія

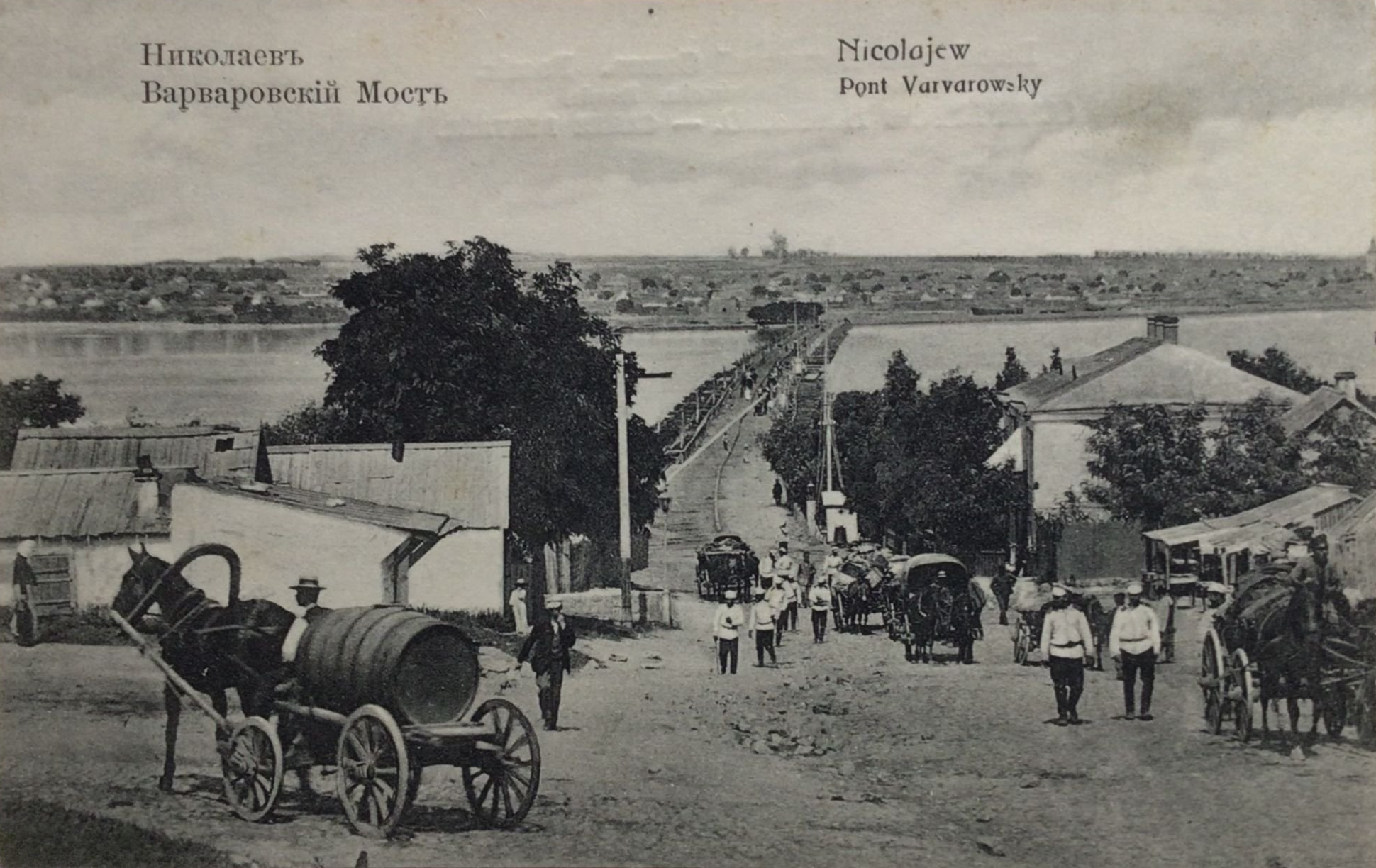
Варварівський міст з боку Варварівки на старовинній листівці

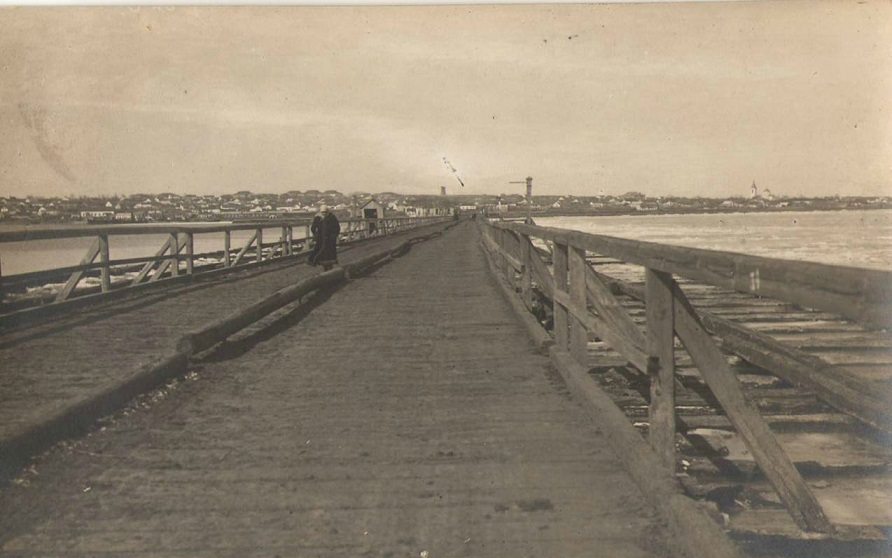
Наплавний Варварівський міст на початку 20 століття

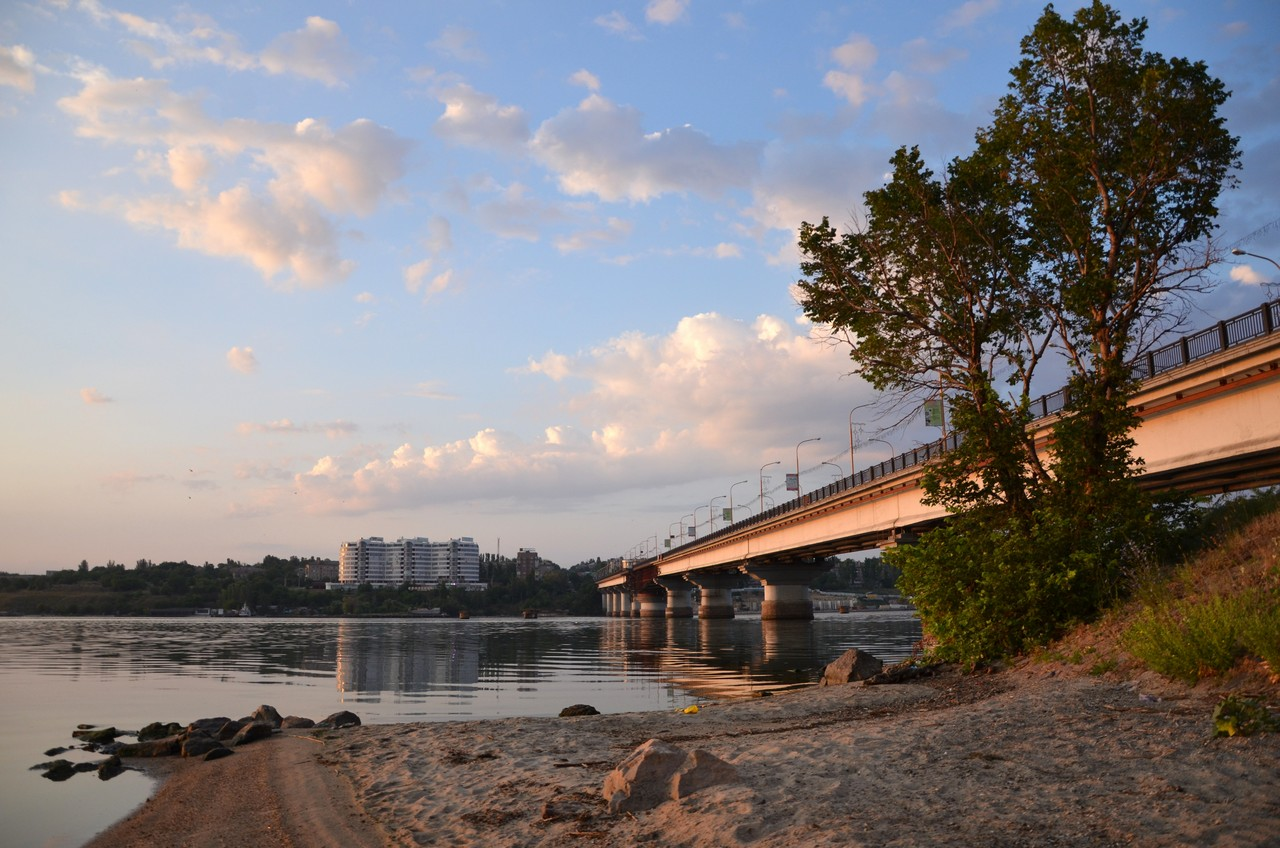
Варварівський міст з боку Варварівки (сучасний вид)

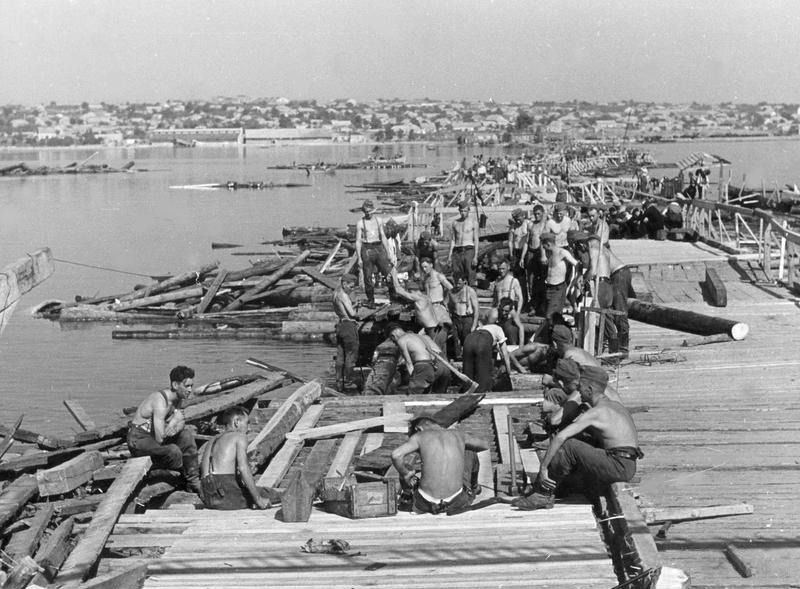
Відбудова мосту німецькими саперами у 1941 році

Вперше наплавний міст через Південний Буг у Миколаєві був побудований в 1827 році. Вочевидь дані про нього не збереглися. В 1855 році під керівництвом інспектора кораблебудівельних робіт Миколаївського порту полковника Акімова Олексія Семеновича був збудований перший наплавний міст через Бузький лиман, між Спаським та Варварівкою, довжиною приблизно 880 метрів. Міст мав важливе стратегічне значення і проіснував до березня 1944 року, коли був зруйнований німецькими військами,що відступали з Миколаєва. Його наплавна частина складалася з ялинових колод, по яких були укладені прогони й настил. До берегів примикали дерев'яні палі естакади. З лівого берега частина річки пересипалась земляною дамбою між кам'яними підпірними стінками. Рівень проїзду не перевищував одного метра над водою. Наплавну частину мосту кріпили ланцюгами перетином від 22 до 50 міліметрів до якорів. Довжина мосту становила близько 1 кілометра, ширина проїжджої частини — 6,25 метра.
Після війни міст був відновлений на колишньому місці в колишньому вигляді. По мосту здійснювався односторонній рух з обмеженням ваги екіпажів до 8 тонн і швидкості до 5 км/год. Для пропуску річкового і морського судноплавства щоденно проводилося до 5 розводів тривалістю до 1 години. У зимові місяці, майже щорічно, міст руйнувався штормами і льодом, що припиняло рух на тиждень і більше.
У червні 1957 року було затверджено проєкт розводного мосту. Автором проєкту був головний інженер інституту «Київгіпротранс» Андрій Ананійович Карпачов.
У 1957 році будівництво нового мосту було доручено «Мостопоїзду № 444» тресту «Мостобуд № 1» (зараз це «Мостозагін № 73» — один з підрозділів ВАТ «Мостобуд») під керівництвом лауреата Ленінської премії Льва Георгійовича Карелі. Лев Карелі за своє життя побудував майже 40 мостів, але саме за Варварівський та застосування під час його будівництва новітніх інженерних рішень отримав Ленінську премію. У спорудженні Варварівського мосту взяли участь працівники Чорноморського суднобудівного заводу, заводу підйомно-транспортного обладнання, заводу залізобетонних виробів та інших миколаївських підприємств.
Рух мостом було відкрито 18 липня 1964 року, а 27 серпня він був зданий Державній комісії.
З липня по жовтень 1991 року проводилася заміна металоконструкцій ортотропної плити розвідного прольоту та асфальтобетонного покриття.
У 2001—2004 роках проводилися роботи з ремонту проїжджої частини мосту.
У 2008 році проєктний інститут «Київсоюзшляхпроект» опублікував висновок, в якому обґрунтовано необхідність термінового ремонту мосту і розписані ті дії, які необхідно здійснити з його реконструкції. Через відсутність фінансування ремонт досі не виконано.
У 2020 році «Укравтодор» дав згоду на передачу аварійного мосту і конструктивних елементів на баланс відомства.

## Унікальність

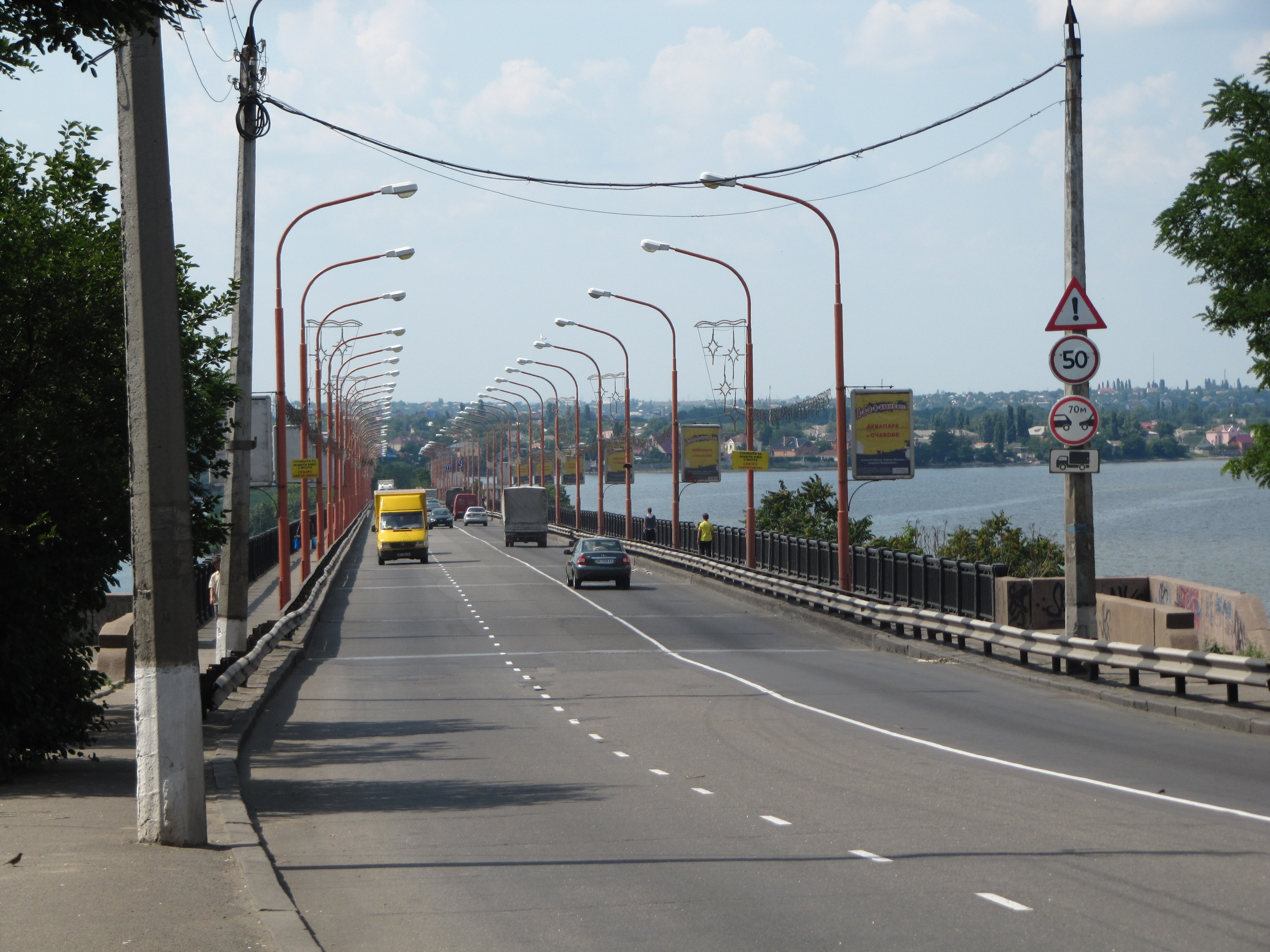
В'їзд на міст з Миколаєва

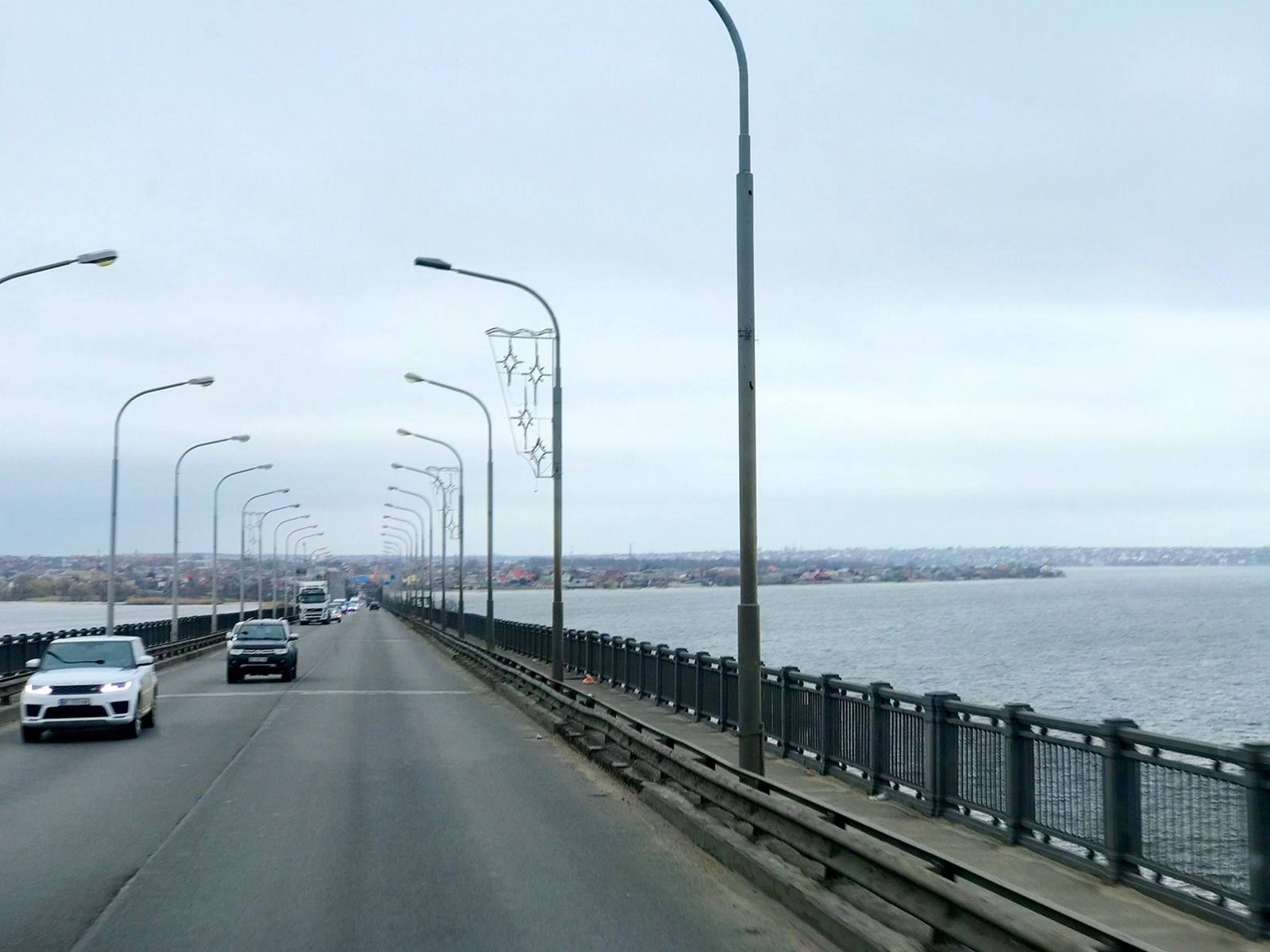
Варварівський міст березень 2023.

Станом на 1964 рік це був найбільший автодорожній міст в СРСР.
Вперше в СРСР успішно освоєно виготовлення неподільних залізобетонних балок, з криволінійним розміщенням преднапружених пучків, прольотом 65,4 м. Вага балок 375 т. Балки виготовлені на стендах, на березі. Вперше застосована інвентарна металева опалубка. За допомогою фермопідйомників балки піднімалися на плавучі опори і доставлялися в проліт.
Вперше у практиці вітчизняного мостобудування віброзануренням опускалися похилі палі оболонки. Секції довжиною до 6 м виготовлялися методом центрифугування і укрупнювалися відразу на повну довжину за допомогою монолітних залізобетонних стиків (замість раніше застосовуваних фланцевих металевих стиків на болтах). Занурення паль повної довжини із застосуванням оригінального способу підмиву дало можливість вести роботи без перерви на їх стикування і подовження в ґрунті. Зведені до мінімуму водолазні роботи.
Будівництво мосту через річку Південний Буг включено до списку об'єктів показового будівництва Мінтрансбуду СРСР. Досвід будівництва враховувався при будівництві найбільшого на той час в Європі мосту через річку Волгу в Саратові та на будівництві мосту Метро в Києві.

## Технічні характеристики

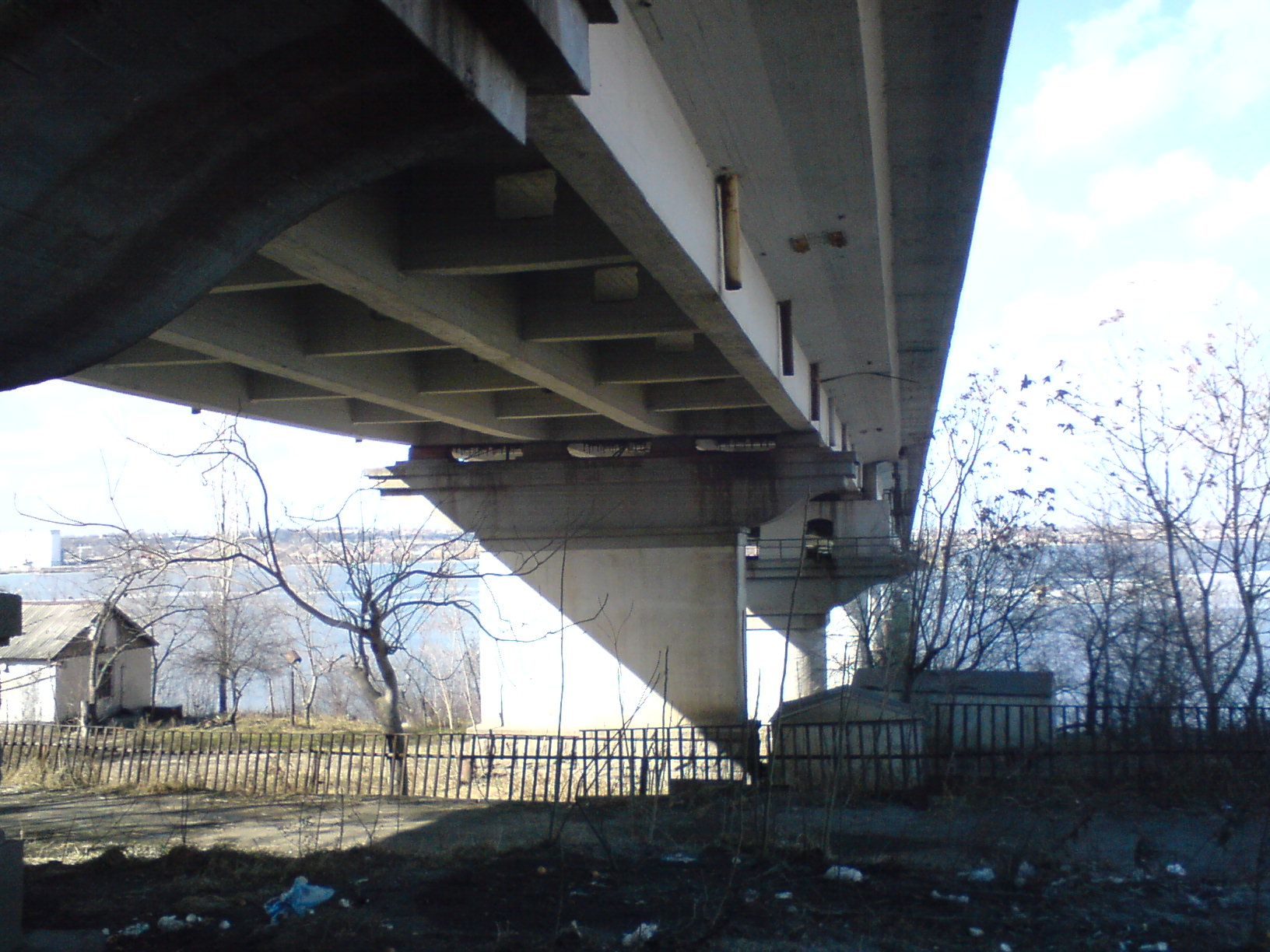

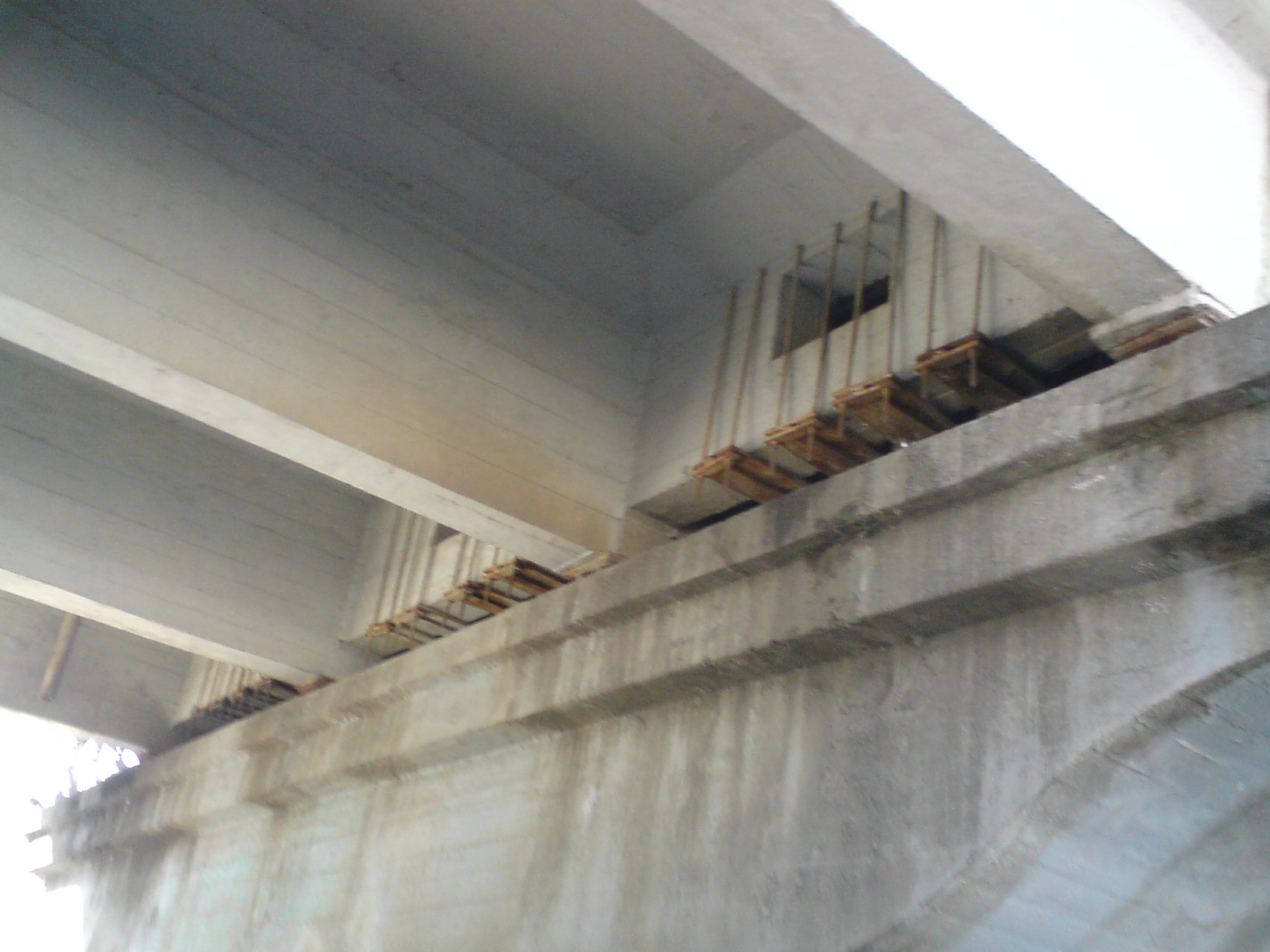

Довжина мосту через Південний Буг — 750,7 метрів. Загальна довжина разом з насипною частиною становить близько 2 кілометрів.
Схема: 18,4 м + 2 * 27,6 м + 4 * 65,4 м + розвідна частина 128,7 м + 4 * 65,4 м.
Розвідна частина довжиною 128,73 м (єдина в країні горизонтальна розводка, поворотом на 90 ° на центральній опорі).
Ширина мосту — 15,7 м, проїжджа частина — 10,5 м, два тротуари по 2,11 м.
Прогонові будови:
- 65,4 м — складається з 4-х попередньо напружених залізобетонних балок. Висота на опорі — 3,4 м, у прольоті — 3,25 м. Товщина плити — 18 см. Витрата бетону М450 становить 0,65 м³/м², арматури 84 кг/м² (в тому числі високоміцного дроту 54,5 кг/м²).
- 18 і 27,4 м — монолітні залізобетонні (на суцільних підмостках).
- Розвідний проліт — метал 5,22 тисяч тонн, залізобетонна плита преднапружена.

Опори: монолітні залізобетонні. У нижній цокольній частині в масивному гранітному облицюванні.
Фундаменти: високі пальові ростверки руслових опор на 12-17 палях-оболонках Ø 1,16 м довжиною від 24,7 до 32,8 м. Всього занурено 138 паль, з них:
- 117 штук з нахилом 4:1 (решта практично вертикальні — ухил 10:1).
- 46 штук з камуфлетним розширенням (на чотирьох опорах).

Міст розрахований на тимчасове навантаження Н-18 і НК-80 по ноН-106-53 і натовп на тротуарах 500 кг/м².